# 1830
Cette page concerne l'année 1830 (MDCCCXXX en chiffres romains) du calendrier grégorien.
L'année 1830 est une année commune qui commence un vendredi.

## Événements

### Afrique
- 19 février[1] : George Maclean (en) arrive à Cape Coast comme président du Comité des Marchands. Il étend l’influence culturelle et juridique du Royaume-Uni dans la région[2]. La Côte de l’Or devient protectorat britannique (fin en 1874).
- 22 mars : les explorateurs britanniques Richard et John Lander partent de Badagry et découvrent les sources du Niger[3].
- 16 mai : départ de Toulon de la flotte française en direction d’Alger[4].

- 14 juin : la flotte française accoste près de la presqu’île de Sidi-Ferruch, 25 km à l’ouest d’Alger[4].
- 19 juin : bataille de Staoueli[5]. L’armée du dey doit se replier sur Alger[4].
- 24 juin : bataille de Sidi Khalef[5]. Les troupes françaises ne sont qu’à quelques kilomètres d’Alger[4].
- 25 juin : publication du premier numéro de L’Estafette d’Alger[6].
- 5 juillet : prise d’Alger par l’armée française, commandée par le comte de Bourmont[4]. Début de la conquête de l’Algérie par la France (1830-1857).
  - Les Français mettent la main sur le légendaire trésor de la Casbah, évalué à 48 millions[7], partiellement disparu pendant son transfert en France.
  - Après la prise d’Alger par les Français, l’effondrement du pouvoir ottoman dans le beylik de l'ouest ouvre une période d’anarchie. Les habitants de Tlemcen sollicitent la protection du sultan marocain Abd ar-Rahman, qui envoie son beau-père Moulay Ali ibn Sulayman ainsi qu’Idris al-Jirari, le gouverneur d’Oujda. Cependant, ils n'arrivent pas à unir les deux factions rivales de la ville, l'élite citadine pro-marocaine et les Kouloughlis[8].
- 23 juillet : échec de l’expédition de Blida.
- 8 août : traité entre la régence de Tunis et la France. Suppression de la course, de l’esclavage, des redevances[9].
- 1er octobre : création du « Corps des zouaves » par la France[10].
- 30 octobre : arrêté louant la ferme de Haouch-Hassan-Pacha à une société anonyme[11], considéré comme « le premier pas vers la colonisation » de l’Algérie. Il s'agit de la Ferme-Modèle, qui, écrit Pellissier de Reynaud, « ne fut pas le modèle des fermes ».
- 17-29 novembre : expédition de l’Atlas. Prise de Blida (18 novembre) et de Médéa par le général Clauzel[12].
- Novembre : début du règne de Mutara II Rwogera, mwami (roi) du Rwanda (v. 1830-1853)[13]. Au début de son règne, le Rwanda prend sa revanche en exterminant les régiments du Burundi à la bataille de Gikoro, près de Butare[14].
- 15 décembre : un arrêté du général en chef Clauzel prononce la déchéance de Ahmed[15] ; celui-ci contrôle la majeure partie du beylicat de Constantine jusqu’à la prise de la ville en 1837.

### Amérique
- 13 janvier : Páez devient caudillo du Venezuela à Caracas (fin en 1848). Un congrès réuni le 6 mai à Valencia confirme son pouvoir et le 22 septembre promulgue une nouvelle constitution que confirme la séparation du Venezuela avec la Grande Colombie[16].
- 20 janvier : le Congrès admirable se réunit à Bogota. Simón Bolívar abandonne la présidence de la Grande Colombie[17].
- 6 avril : fondation de l'Église de Jésus-Christ des saints des derniers jours (mormons)[18].
- 17 avril : défaite des libéraux chiliens de Ramón Freire à la bataille du Lircay. Les conservateurs reprennent le pouvoir au Chili et instaurent pour trente ans une « République conservatrice » dont la figure emblématique est Diego Portales[19].
- 4 mai : Joaquín Mosquera est élu président de la République de Colombie[20].
- 13 mai : l’Équateur quitte la Fédération de la Grande Colombie pour devenir une république indépendante[21].
- 28 mai : Indian Removal Act sur la déportation des Indiens à l'Ouest du Mississippi[22].

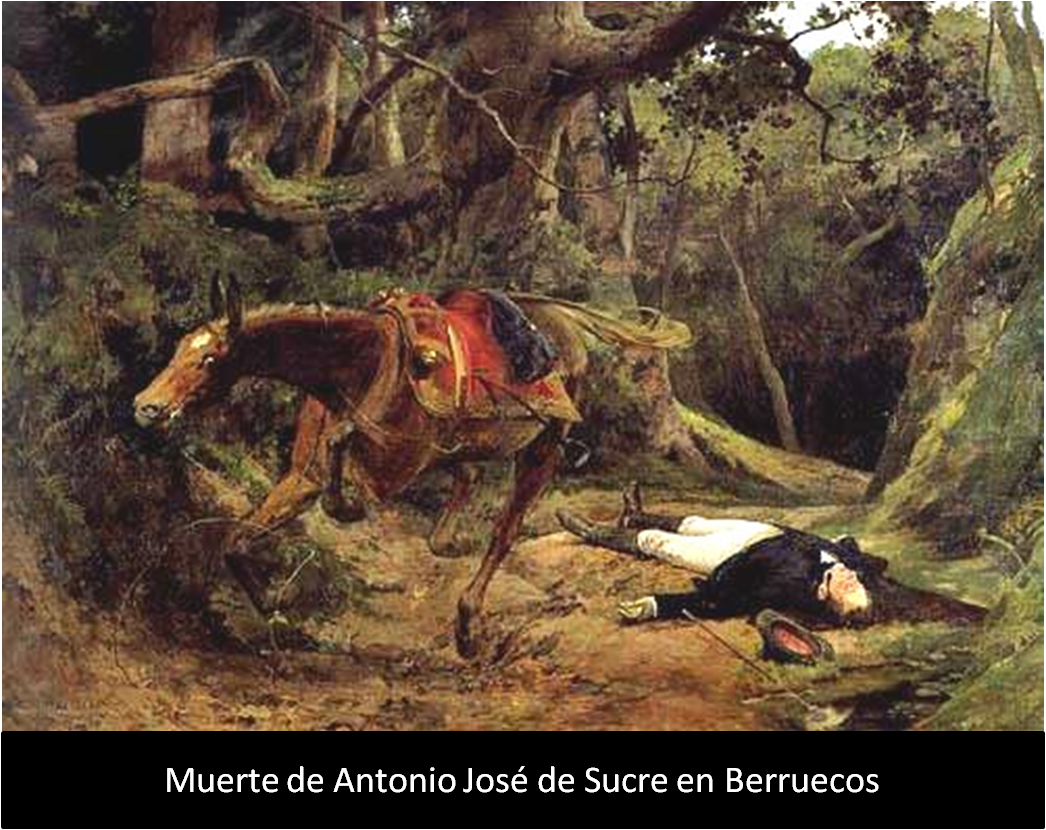
4 juin : meurtre du général Antonio José de Sucre

- 4 juin : assassinat à Berruecos du général Antonio José de Sucre[23].
- 18 juillet : la constitution de l’Uruguay est solennellement jurée[24].
- 5 septembre : coup d'État en Colombie. Rafael Urdaneta prend le pouvoir[25].
- 27 septembre : signature du traité de Dancing Rabbit Creek entre les Choctaws et les États-Unis[26].
- 6 novembre : le libéral Fructuoso Rivera devient le premier présidents de l'Uruguay[27].

### Asie et Pacifique
- 16 janvier :
  - Java : Johannes van den Bosch prend ses fonctions de gouverneur des Indes néerlandaises (fin le 2 juillet 1833)[28].
  - l’abbé de Solages obtient de la Congrégation de la Propagande la direction de la nouvelle préfecture apostolique du sud du Pacifique[29]. Il projette d’envoyer une mission française en Océanie. L’expédition, qui doit partir fin mars-début avril, est abandonnée à la suite de la déclaration de guerre au bey d’Alger[30].
- 28 mars, guerre de Java : Diponegoro, vaincu, est arrêté à Magelang[31] puis exilé à Makassar où il meurt le 8 janvier 1855[32].
- Mai, Australie : fondation de la National Colonisation Society. l’émigration britannique s’intensifiant, Edward Gibbon Wakefield obtient du gouvernement de former une association dotée de puissants moyens financiers pour organiser la colonisation de l’Australie. Dans A Letter from Sidney (décembre 1829), il propose la substitution d’une colonisation systématique à l’anarchie de la situation précédente, avec vente de concession, émigration subventionnée et dirigée, etc[33]. Depuis 1788, 58 000 bagnards ont débarqué en Australie pour être employés par le gouvernement ou par des entreprises privées[34].
- 9 juillet, Lakeba : arrivée des premiers missionnaires britanniques aux îles Fidji[35]. Ils font partie de la London Missionary Society et viennent de Tahiti et de Tonga.
- Japon : 4 869 000 pèlerins en direction du sanctuaire d’Ise, dédié à Amaterasu, déesse du soleil, symbole de l’empereur[36]. Des milliers de japonais sur les routes désorganisent la production et les circuits commerciaux[37].

### Europe
- 19 janvier, France : fondation de la Conspiration La Fayette ou Association de Janvier[38].
- 3 février : protocole de Londres. La Grèce obtient son indépendance de l'Empire ottoman à la Conférence de Londres qui réunit le Royaume-Uni, la France et la Russie[39].
- 24 février, guerre du Caucase : l’imam du Daghestan Mohammed Ghazi échoue à prendre Khounzakh. Après la prise de Chartalah par les Russes en mars, il proclame le djihad[40].
- 25 février, France : bataille d'Hernani
- 29 mars : Ferdinand VII d'Espagne annule la loi salique, écartant de la succession son frère cadet, Charles, au profit de sa fille Isabelle[41].
- 30 mars : fin de la rédaction du « Règlement organique » des principautés de Moldavie et de Valachie. Il entre en vigueur en Valachie le 1er juillet 1831 et en Moldavie le 1er janvier 1832[42]. Le chef de l’administration militaire russe dans les principautés danubiennes, le général comte Paul Kisseleff réorganise la vie politique, économique et sociale des deux États. Des divans de boyards élaborent des Règlements organiques, approuvés par Saint-Pétersbourg et Constantinople, puis par les Assemblées générales extraordinaires de Moldavie et de Valachie en 1831. Ils restent en vigueur jusqu’en 1859. Ils introduisent la séparation des pouvoirs entre un prince élu à vie par l’Assemblée générale extraordinaire et un Conseil de six ministres et une Assemblée civique présidée par le Métropolite. L’administration provinciale est confiée à des préfets.
- Mars - mai : en France, l’opposition entre le roi et le ministère d’une part, l’Assemblée et l’opinion d’autre part, font monter la tension. À l’adresse des 221 députés libéraux au roi (18 mars), réclamant le respect de la règle du jeu parlementaire énoncée dans la Charte, le roi réplique par la dissolution de l’Assemblée, le 16 mai. Les fonctionnaires suspects de sympathies libérales sont révoqués[43].
- 15 juin, Empire russe, Crimée: début de la « révolte de la peste (ru) » à Sébastopol, première dans la série des « révoltes du choléra (en) sur le territoire de l'Empire russe (1830-1831)[44] ».
- 21 juin : Gibraltar devient une colonie de la Couronne britannique[45].
- 23 - 30 juin : élections législatives en France l'opposition libérale devient majoritaire[43].
- 25 juin : nouvel Agenda liturgique protestant uni pour l'Église protestante de l'Union prussienne en Prusse[46].
- 26 juin : début du règne de Guillaume IV du Royaume-Uni (William IV) (fin en 1837)[47].
- Juillet-août : exposition générale des produits de l'industrie nationale à Bruxelles[48].
- 10 juillet, Royaume-Uni : tentative échouée de fédérer les associations de travailleurs dans une Association nationale pour la protection du travail (1830-1832)[49].
- 20 juillet, Astrakhan : début d’une épidémie de choléra en Russie (1830-1831). Elle atteint Moscou en septembre[50].
- 26 juillet : publication de quatre Ordonnances de Saint-Cloud par Charles X, restreignant les libertés individuelles et de la presse et dissolvant la Chambre[43].
- 27-28-29 juillet : révolution de Juillet à Paris[43].
- 29 juillet - 1er septembre : élections générales au Royaume-Uni[51].
- 2 août, France : abdication de Charles X (avec le contreseing de son fils, le dauphin, « Louis XIX ») en faveur de son petit-fils, le duc de Bordeaux, « Henri V »[43]. Les Chambres ne le reconnaissant pas, les Bourbons décident de s'exiler.
- 3 août : la Serbie devient une principauté autonome héréditaire dirigée par le prince Milos Obrenovic[52] (fin en 1839).
- 7 août, France : la révision de la Charte de 1830 est adoptée[43].
- 9 août :
  - après quelques hésitations, Louis-Philippe Ier accepte de devenir « roi des Français ». Début de la monarchie de Juillet[43].
  - massacre de Bitola : plusieurs centaines de dirigeants albanais sont tués par les forces ottomanes lors d'un banquet.

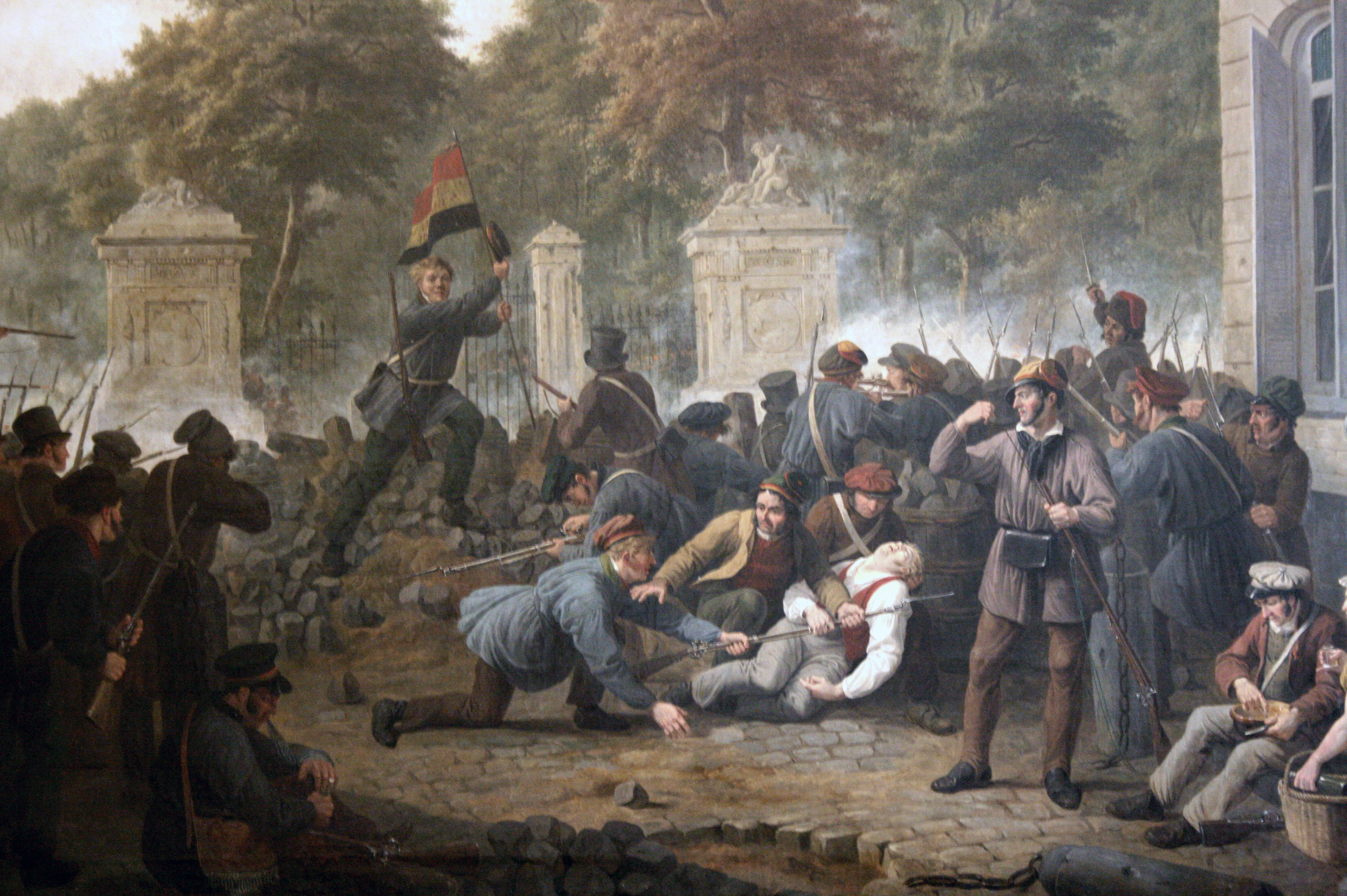
25 août : révolution belge. Attaque du parc de Bruxelles, par Constantinus Fidelio Coene.

- 25 août : échauffourées au théâtre de la Monnaie après une représentation de La Muette de Portici. Les émeutiers saccagent le siège du journal pro-gouvernemental Le National et la demeure de divers agents gouvernementaux. Début de l’insurrection belge (1830-1831)[53].
- 28 août : révolte de « Captain Swing » (Swing riots) dans les comtés ruraux du sud-est de l’Angleterre, rapidement étouffée. Des travailleurs agricoles protestent contre l’introduction de batteuses mécaniques et la dureté de leurs conditions de travail. En octobre, une centaine de batteuses ont été détruites dans la partie est du comté de Kent[54].
- 30 août : émeute libérale à Aix-la-Chapelle en Rhénanie prussienne[55].
- 31 août-5 septembre : troubles à Hambourg[55].
- 2 septembre : émeute libérale à Leipzig ; l’agitation se répand en Saxe[55]. 
  - Mouvements libéraux en Saxe, au Brunswick (7-8 septembre), en Hesse, puis en janvier 1831 en Prusse rhénane et au Hanovre, encouragés par la révolution de Juillet en France[56]. Abdication des souverains et réformes libérales au Brunswick et en Hesse. Au Hanovre, en janvier 1831 les étudiants de Göttingen créent une milice qui impose au souverain une constitution promulguée en septembre 1833[55]. En Allemagne du Sud, les libéraux réunis à Hambach (Palatinat) en mai 1832, plaident en faveur d’une République fédérale allemande et hissent le drapeau noir, rouge et or de la Burschenschaft, symbole de la nouvelle Allemagne.
- 7 septembre : révolution libérale au Brunswick. Charles II est déposé et Frédéric-Auguste-Guillaume prend les rênes du pouvoir comme lieutenant-général avant d’être reconnu comme prince le 25 avril 1831[57].
- 8 septembre : ouverture de la Diète en Hongrie. Le 28 septembre, Ferdinand de Habsbourg est couronné roi de Hongrie[58].

15 septembre : inauguration de la ligne ferroviaire Liverpool-Manchester

- 15 septembre : inauguration de la ligne ferroviaire Liverpool-Manchester construite par George Stephenson[59]. Le réseau ferré britannique compte 115 km.
- 23 - 26 septembre : échec sanglant de l'intervention néerlandaise militaire à Bruxelles[60].
- 4 octobre : proclamation à Bruxelles de l’indépendance de la Belgique par un gouvernement provisoire qui convoque un Congrès national pour la fin novembre[61].
- 8 novembre : début du règne de Ferdinand II, roi des Deux-Siciles[62].
- 13 novembre : Giuseppe Mazzini est arrêté et emprisonné à Savone[63]. Libéré le 9 décembre, il part en exil à Marseille.
- 15 novembre : la Chambre des communes élue après la mort de George IV du Royaume-Uni renverse le gouvernement tory de Wellington[64].
- 18 novembre : la nouvelle que le tsar Nicolas Ier de Russie, qui veut intervenir contre les Belges au nom de la Sainte-Alliance, donne l’ordre de mobilisation des troupes polonaises, est publiée par la presse de Varsovie[65].
- 22 novembre : 
  - début du ministère whig du comte Charles Earl Grey, Premier ministre du Royaume-Uni (fin en 1834). Palmerson est nommé ministre des Affaires étrangères (1830-1841 et 1846-1851)[66].
  - signature du mémorial d'Uster par la population de la campagne zurichoise qui réclame une nouvelle constitution[67].

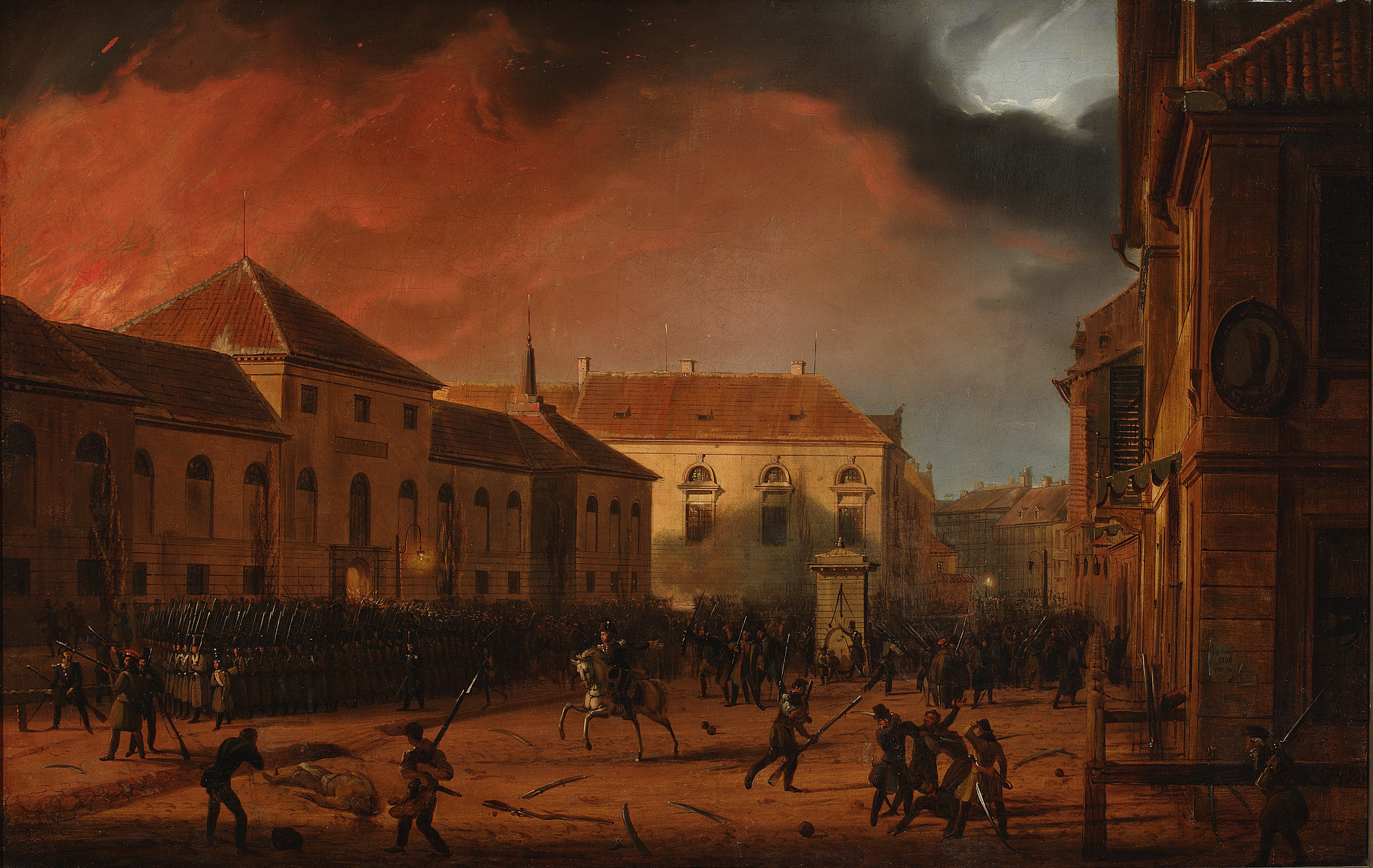
29 novembre : insurrection de novembre. La prise de l’Arsenal, toile de Marcin Zaleski

- 29 novembre : début de l'Insurrection de Novembre (fin en 1831)[65]. À Varsovie, dans la nuit du 29 au 30 novembre, une petite troupe de conspirateurs civils attaque le palais du Belvédère où réside le grand-duc Constantin ; au même moment les cadets de l’école des officiers défilant dans la Vieille Ville se heurtent aux soldats russes. Le grand-duc s’enfuit dans la confusion, les généraux polonais refusent de suivre les cadets. Quelques-uns sont mis à mort, la majorité des troupes polonaises continuant d’obéir aux ordres. Les quartiers riches de la ville restent calmes, mais le secteur populaire s’empare des armes de l’arsenal. Constantin refuse d’engager ses troupes, et au matin, les jeunes révolutionnaires sont maîtres de la capitale. Les autorités impériales russes sont chassées de Varsovie. Le ministre du Trésor et de l’Industrie Drucki-Lubecki prend les choses en main afin de négocier avec le tsar et de maintenir le mouvement révolutionnaire dans des voies modérées : il crée un Conseil administratif. Les patriotes mettent un club sur pied, la Société patriotique, dont un des chefs est l’historien Joachim Lelewel[68].
- 13 décembre : le Conseil négocie avec Constantin qui accepte de retirer de Pologne les troupes russes. Le prince Czartoryski essaye de son côté de discuter avec Saint-Pétersbourg, tandis que le général Josef Chłopicki, ex-officier napoléonien, se proclame dictateur et adopte une position d’attente[68].
- 18 décembre : le Sejm (la Diète polonaise) affirme le caractère national de l’insurrection. Le tsar annonce son intention de reconquérir militairement le pays[68].
- 12 décembre : le décret du 30 octobre sur l’autonomie de la Serbie est publié à Belgrade[69].
- 20 décembre : la Conférence de Londres reconnaît l’indépendance de la Belgique[70].
- 15 - 21 décembre, France : procès des ministres de Charles X[43].
- Décembre : Ciro Menotti fonde à Paris un comité chargé d’organiser à Bologne, Parme, Mantoue et en Romagne une série de noyaux révolutionnaires avec pour mot d’ordre « indépendance, union et liberté »[71].
- Scission des nationalistes tchèques entre conservateurs (pro-russes) et radicaux (démocrates regroupés dans la Matice česká (de), société d’édition par souscription des membres)[72].

## Naissances en 1830

### Janvier
- 3 janvier : Jean-Adolphe Cérémonie, sculpteur français († 29 septembre 1881).
- 4 janvier : Jules Pecher, peintre et sculpteur belge († 19 avril 1899).
- 7 janvier : Albert Bierstadt, peintre américain d'origine allemande († 18 février 1902).
- 8 janvier : Hans Guido von Bülow, pianiste, chef d'orchestre et compositeur allemand († 12 février 1894).
- 17 janvier : Blaise Alexandre Desgoffe, peintre français († 2 mai 1901).
- 27 janvier : Georg Hellmesberger II, violoniste et compositeur autrichien († 12 novembre 1852).

### Février
- 6 février : Daniel Oliver, botaniste britannique († 21 décembre 1916).
- 11 février :
  - Peter Heise, compositeur et organiste danois († 12 septembre 1879).
  - Hans Bronsart von Schellendorff, compositeur, chef d'orchestre et pianiste allemand († 3 novembre 1913).
- 20 février : Albert Lefaivre, homme politique, diplomate et écrivain français († 23 mars 1902).

### Mars
- 6 mars : Ferdinand Chaigneau, peintre français († 23 octobre 1906).
- 12 mars : John Lawrence Toole, acteur et metteur en scène anglais († 30 juillet 1906).
- 16 mars : Peter Bücken, peintre allemand († 9 août 1915).
- 26 mars : Theodor Christoph Schüz, peintre allemand († 17 juin 1900).
- 31 mars : José María Ponce, matador espagnol († 14 juillet 1872).

### Avril
- 8 avril : Antoine Jean Bail, peintre français († 1918).
- 13 avril : Eduard Lassen, chef d'orchestre et compositeur belge d'origine danoise († 15 janvier 1904).
- 17 avril : Giorgio Bandini, peintre italien († 16 mars 1899).
- 27 avril : John Gordon Sprigg,  administrateur et homme politique britannique († 4 février 1913).
- 28 avril : Alessandro Centurini, homme politique italien († 20 janvier 1916).

### Mai
- 13 mai : Édouard Sain, peintre français († 26 juin 1910).
- 24 mai : Alekseï Savrassov, peintre paysagiste russe († 8 octobre 1897).
- 25 mai : Hugh Nelson, homme politique canadien († 3 mars 1893).
- 27 mai :
  - Cesare Bartolena, peintre italien († 14 mai 1903).
  - François Willème, peintre, photographe et sculpteur français († 31 janvier 1905).

### Juin
- 2 juin : Olivier Métra, compositeur et chef d'orchestre français († 22 octobre 1889).
- 5 juin : Carmine Crocco, brigand italien († 18 juin 1905).
- 8 juin : Juan Manuel Blanes,  peintre uruguayen († 15 avril 1901).
- 21 juin : Gustave Jundt, peintre paysagiste et peintre de genre, dessinateur, illustrateur et graveur français († 15 mai 1884).

### Juillet
- 5 juillet : Pablo de Anda Padilla, prêtre († 29 juin 1904).
- 10 juillet : Camille Pissarro, peintre français († 13 novembre 1903).
- 11 juillet : Jules Garcin, violoniste, chef d'orchestre et compositeur français († 10 octobre 1896).
- 27 juillet : Agathon Klemt, historien d'art et peintre austro-hongrois († 5 juillet 1889).
- 28 juillet : Adèle Hugo, cinquième enfant de Victor Hugo († 21 avril 1915).

### Août
- 2 août : Alfred Quesnay de Beaurepaire, romancier, peintre et dessinateur français († 26 août 1898).
- 5 août : Alphonse Thyes, dessinateur technique et paysagiste luxembourgeois († 15 novembre 1914).
- 10 août : Guido Henckel von Donnersmarck, gentilhomme et magnat de l'industrie allemand († 19 décembre 1916).
- 13 août : Gustav Lange, pianiste et un compositeur allemand († 19 juillet 1889).
- 16 août : Paul Martin, aquarelliste français († 19 septembre 1903).
- 18 août : François-Joseph Ier, empereur d'Autriche († 21 novembre 1916).
- 21 août : Mainville-Joseph Soulouque, prince et militaire haïtien († 7 janvier 1875).
- 29 août : Wilhelm Sohn, peintre allemand († 16 mars 1899).
- 30 août : Anatole de Cabrières, cardinal français, évêque de Montpellier († 21 décembre 1921).

### Septembre
- 1er septembre : Jaroslav Čermák, peintre bohémien († 23 avril 1878).
- 4 septembre : Eudore Pirmez, homme politique et industriel belge († 2 mars 1890).
- 8 septembre : Frédéric Mistral, poète français († 25 mars 1914).
- 14 septembre : Gaetano Brunacci, peintre italien († 17 juin 1922).
- 15 septembre : Porfirio Díaz, président du Mexique jusqu'en 1911 († 2 juillet 1915).
- 16 septembre : Harriet Osborne O'Hagan, peintre irlandaise († 29 décembre 1921).
- 25 septembre :
  - Constantin Flavitski, peintre russe († 15 septembre 1866).
  - Karl Klindworth, violoniste, compositeur et chef d'orchestre allemand († 27 juillet 1916).

### Octobre
- 3 octobre : Albert Charles Lewis Günther herpétologiste et ichtyologiste britannique d'origine allemande († 15 mars 1914).
- 5 octobre : Chester Alan Arthur, président des États-Unis († 18 novembre 1886).
- 12 octobre : Jacques-Joseph Brassine, général et homme politique belge († 25 décembre 1899).
- 23 octobre : Jules Halkin, sculpteur belge († 16 juillet 1888).
- 24 octobre : Marianne North, naturaliste et illustratrice botanique anglaise († 30 août 1890).
- 27 octobre : Émile Idiers, homme politique belge († 1911).

### Novembre
- 4 novembre : Romain Bussine, poète, baryton, compositeur et professeur de chant français († 20 décembre 1899).
- 6 novembre : John Whitaker Hulke, chirurgien et géologue britannique († 19 février 1895).
- 9 novembre : Ernest de Leiningen, prince allemand au service de la Marine du Royaume-Uni († 5 avril 1904).
- 22 novembre : Pierre Cuzacq, géomètre et écrivain français († 3 mai 1903).
- 25 novembre : Guido Baccelli, médecin et homme politique italien († 11 janvier 1916).
- 28 novembre : Auguste Rigon, peintre, acteur puis décorateur français († 13 janvier 1882).

### Décembre
- 2 décembre : Louis Léopold Ollier, chirurgien français fondateur de l'orthopédie († 25 novembre 1900).
- 3 décembre : Lord Frederick Leighton, peintre et sculpteur britannique († 25 janvier 1896).
- 10 décembre : Emily Dickinson, poétesse américaine († 15 mai 1886).
- 13 décembre : Louis Dubois, peintre paysagiste belge († 28 avril 1880).
- 18 décembre : Frédéric Lix, peintre et illustrateur français († 23 février 1897).
- 23 décembre : Charles Sellier, peintre français († 23 novembre 1882).
- 25 décembre : Delphine de Cool, peintre, enseignante et spécialiste de la peinture sur émail française († 16 janvier 1921).

### Date précise inconnue
- José Casado del Alisal, peintre espagnol († 8 octobre 1886).
- Francis Chit, photographe thaïlandais († 23 mai 1881).
- Alpha Yaya Diallo, guerrier peul († 10 octobre 1912).
- Thano Kanacaris, homme politique grec († 1902).
- Fatma Si Ahmed Ou Meziane Ait Iraten résistante algérienne et délégué au Agraw N'Soumer († 1863).

## Décès en 1830
- 7 janvier : Thomas Lawrence, portraitiste britannique (° 13 avril 1769).
- 11 février : Johann Baptist von Lampi, peintre autrichien d'origine italienne (° 31 décembre 1751).
- 15 février : Antoine-Marie Chamans, comte de Lavalette, directeur général des Postes sous le Premier Empire (° 14 octobre 1769).
- 23 février : Jean-Pierre Norblin de La Gourdaine, peintre, dessinateur, graveur et caricaturiste français naturalisé polonais (° 15 juillet 1745).
- 24 février : Gaspare Landi, peintre italien (° 6 janvier 1756).
- 2 mars : Samuel Thomas Sömmerring, physicien et biologiste allemand (° 28 janvier 1755).
- 20 mars : Nicolas Antoine Taunay, peintre français (° 11 février 1755).
- 3 avril : Jean-Charles Tardieu, peintre français (° 3 septembre 1765).
- 6 avril : Jean-Michel-Marguerite de Laforge, homme politique français, député du Tiers état aux États généraux de 1789 (° 7 décembre 1753).
- 10 avril : Johann Jakob Biedermann, peintre, graveur et aquafortiste suisse (° 7 août 1763).
- 18 avril : José Maurício Nunes Garcia, compositeur brésilien (° 22 septembre 1767).
- 20 avril : Jean Georg Haffner, médecin militaire français (° 20 septembre 1775).
- 26 juin : George IV, roi du Royaume-Uni de Grande-Bretagne et d'Irlande et de Hanovre (° 12 août 1762).
- 30 juin : Friedrich von Motz, homme politique prussien (° 18 novembre 1775).
- 4 septembre : Louis-Marie Autissier, peintre français (° 8 février 1772).
- 4  novembre : Frédéric de Merode, volontaire de la Révolution belge (° 9 juin 1792).
- 8 novembre : Sylvestre Chtchedrine, peintre paysagiste russe (° 13 février 1791).
- 18 novembre : Franco Andrea Bonelli, ornithologue et collectionneur italien (° 10 novembre 1784).
- 30 novembre : Pie VIII, pape, né Francesco Saverio Maria Felice Castiglioni (° 20 novembre 1761).
- 8 décembre : Benjamin Constant, homme politique et écrivain romantique français) (° 25 octobre 1767).
- 17 décembre : Simón Bolívar, libérateur d'une partie de l'Amérique du Sud (° 24 juillet 1783).
- 31 décembre : Félicité de Genlis, écrivaine française, anciennement « gouverneur » du roi des Français, Louis-Philippe Ier (° 21 janvier 1746).
- Date inconnue :
  - Johann Nepomuk Alber, théologien hongrois (° 7 juillet 1753).
  - Sarah Leech, poétesse irlandaise (° 1809).
  - Tommaso Pollace, peintre italien (° 1748).
- Après 1830 :
  - Charles François Joseph Foncez, avocat, magistrat et homme politique belge (° 16 avril 1752).